# Johann Christoph Döll
Johann Christoph Döll (Mannheim, 21 de juliol del 1808 - Karlsruhe, 10 de març del 1885) va ser un botànic alemany.
Era fill de tipògraf i a la seva família es parlava molt en francès, cosa que li permeté d'aprendre l'idioma ja de jove. Després de passar pel Karl-Friedrich-Gymnasium de Mannheim com estudiant molt dotat, el 1827 es matriculà a la Universitat de Heidelberg, on cursà Ciències Naturals, Teologia i Filosofia. El seu interès especial per la botànica el portà a estudiar la teoria de Karl Friedrich Schimper. L'any 1831 va ser ordenat sacerdot, i posteriorment fou contractat com a professor particular; a l'any següent va començar a treballar al Gymnasium de Mannheim, on ensenyà idiomes i propedèutica filosòfica, i el 1840 esdevingué mestre de botànica i zoologia a la Bürgerschule Mannheim. De l'any 1843 al 1872 va dirigir la Biblioteca Reial de Karlsruhe.
Va ser autor de diversos llibres per l'aprenentatge de llengües, llatí i anglès. En el camp botànic, publicà Rheinische Flora (1843), un tractat que descriu la flora silvestre i conreada de la zona del Rin, des del Llac de Constança fins al Mosel·la i el Lahn, i una Flora des Grossherzogthums Baden ("Flora del Ducat de Baden") aparegué en tres volums entre 1857 i 1862; hi estudia les fanerògames i les criptògames. També redactà la major part de l'apartat de les poàcies de l'obra Flora Brasiliensis de Carl Friedrich Philipp von Martius.
En botànica se'l cita com a autoritat taxonòmica amb l'abreviatura Döll. Hom bateja dues famílies vegetals en honor seu, les Doellia i Doellochloa (aquesta, Gymnopogon en l'actualitat), i diverses espècies que es caracteritzen per contenir les paraules doellii (Gymnopogon doellii) o doelliana.

## Obres
- Zur Beurtheilung der Zeitbedürfnisse der deustschen Gelehrtenschulen Mannheim: Tobias Löffler, 1840 ("Per estudiar els requeriments temporals de les escoles de secundària alemanyes")
- Rheinische Flora Frankfurt am Main: H. L. Brönner, 1843
- Elementarbuch der lateinischen Sprache Mannheim: Bassermann, 1844 ("Llibre elemental de llengua llatina" 2a edició, 1847)
- Flora des Großherzogthums Baden Carlsruhe: G. Braun, 1857-1862
- Carl Friedrich Philipp Martius, J.C. Döll Flora Brasiliensis. Vol. II, pars II [-III] Monachii: Fleischer, 1871-1883
- Neues Lehrbuch der englischen Sprache Karlsruhe: Reiff, 1888 ("Nou llibre de text d'anglès")
- Uebungen für den ersten Unterricht in der lateinischen Sprache Karlsruhe: Braun ("Exercicis per a les primeres lliçons de llengua llatina")